# Gaspard Mermillod
Gaspard Mermillod (Carouge, Suíça, 22 de setembro de 1824 - Roma, 23 de fevereiro de 1892) foi bispo de Lausana e Genebra, criado Cardeal da Igreja Católica Apostólica Romana pelo Papa Leão XIII, no concistório de 23 de junho de 1890.
Durante a Kulturkampf levada a efeito por Bismarck desenvolveu-se uma campanha anti-religiosa, fonte de múltiplas perseguições religiosas. Nesta época as ordens religiosas católicas são expulsas e Monsenhor Gaspard Mermillod, então Vigário Apostólico, é exilado.
Juntamente com Maria de Sales Chappuis fundou a congregação feminina das Oblatas de São Francisco de Sales para a proteção de meninas pobres trabalhadoras. De 1884 a 1889 ensinou na "União católica de estudos sociais e econômicos" (Katholische Union für Sozialstudien und Wirtschaftsstudien), fundada por ele.
Foi um dos precursores da moderna Doutrina Social da Igreja teve a oportunidade de ver promulgada a encíclica Rerum Novarum.
Seus escritos foram publicados em tres volumes em 1893 por Grospellier em Paris.